# امیننس (میزوری)
امیننس (به انگلیسی: Eminence) یک شهر در ایالات متحده آمریکا است که در شهرستان شنون، میزوری واقع شده‌است. امیننس ۴٫۸۷ کیلومتر مربع مساحت و ۶۰۰ نفر جمعیت دارد و ۲۰۵ متر بالاتر از سطح دریا قرار دارد.